# رابرت اندرسون (نمایشنامه‌نویس)
رابرت اندرسون (انگلیسی: Robert Anderson؛ ۲۸ آوریل ۱۹۱۷ – ۹ فوریهٔ ۲۰۰۹) یک فیلم‌نامه‌نویس، و نمایش‌نامه‌نویس اهل ایالات متحده آمریکا بود.